# Chapelle des Clarisses d'Azille
La chapelle des Clarisses est une chapelle située à Azille dans le département français de l'Aude et la région Occitanie.

## Historique
L'élévation et voûtes du sanctuaire et d'une travée, le blason sculpté au contrefort Sud, la fenêtre du chevet et le linteau sculpté de la porte ont été inscrits au titre des monuments historiques en 1948.